# 福岡3女性連続強盗殺人事件
福岡3女性連続強盗殺人事件（ふくおかさんじょせいれんぞくごうとうさつじんじけん）とは、2004年（平成16年）12月から翌2005年（平成17年）1月の約1か月間にかけて福岡県内で女性3人が相次いで殺害された連続強盗殺人事件である。福岡女性3人殺害事件、福岡3女性連続殺害事件とも呼称される。福岡県警察が発行した書籍では福岡県下における女性対象の連続路上強盗殺人事件と呼称されている。

## 概要
2004年12月12日23時40分ごろ、飯塚市の公園で専門学校生の女性A（当時18歳）が強姦された末、首をマフラーで絞められ殺害された。さらに犯人は女性Aの財布を奪おうとしたが通行人が現れたため何も取らずに逃走した。
同年12月31日7時ごろ、北九州市小倉南区の路上でパート従業員の女性B（当時62歳）が胸や背中を包丁で刺され、約6000円入りの財布などが入ったバッグが奪われた。その後女性Bは死亡した。当初は強姦目的もあって若い女性を狙っていた。被害者がフードを被っており、若く見えたらしいが、高齢だということが分かると狙いを変え、強盗だけに変更した。
2005年1月18日5時30分ごろ、福岡市博多区の「大井北公園」で、会社員の女性C（当時23歳）が強姦されそうになったが、犯人は通行人に目撃されることを恐れ強姦を断念。女性Cは包丁で刺殺され、携帯電話や財布（約1000円）が入ったカバン（総額約45000円）が奪われた。Cは福岡空港で航空機の乗降に用いる「旅客搭乗橋」の着脱などの地上支援業務をしており、事件当時は客室乗務員になる夢を叶えるため、英会話のCDをヘッドホンで聞きながら歩いていた。また普段は自転車で通勤していたが、前日の雨で自転車を職場に置いて帰宅していたため、事件当日早朝は徒歩で出勤していた。殺害現場からCの職場であった福岡空港までは約1 kmだった。
同年3月8日1時ごろ、福岡県警捜査本部は福岡市で殺害された女性Cの携帯電話を持っていた建設作業員の男S（当時35歳）を直方市内で見つけ、占有離脱物横領の現行犯で逮捕した。男は女性の携帯電話から出会い系サイトを利用していた。その後、犯行を自供したSを3月10日に強盗殺人容疑で逮捕した。さらにSはA事件とB事件の関与を自供したため、AとBに対する強盗殺人容疑でも再逮捕された。
犯人の男は事件当時、飲み代やパチンコ代、携帯電話の出会い系サイト料金の支払いなどのため消費者金融や知人などから計800万円の借金を抱えており、それゆえに結婚生活が破綻していた。

## 刑事裁判

### 第一審・福岡地裁
2005年（平成17年）6月22日、福岡地裁（谷敏行裁判長）で初公判が開かれ、罪状認否で被告人SはB事件とC事件について「殺意は持っていない」と殺意を否認、A事件については「強姦を企てたことはない」と主張した。
2006年（平成18年）6月29日に論告求刑公判が開かれ、検察側（福岡地検）は被告人Sに死刑を求刑した。
2006年11月13日、福岡地裁（鈴木浩美裁判長）で判決公判が開かれ、福岡地検の求刑通り被告人Sに死刑判決を言い渡した。被告人Sは第一審・死刑判決を不服として2006年11月20日付で福岡高等裁判所へ控訴した。

### 控訴審・福岡高裁
2008年（平成20年）2月7日、福岡高裁（正木勝彦裁判長）は第一審・福岡地裁の死刑判決を支持して被告人Sの控訴を棄却する判決を言い渡した。
被告人Sは控訴審判決を不服として2008年2月20日付で最高裁判所へ上告した。

### 上告審・最高裁第三小法廷
最高裁第三小法廷（岡部喜代子裁判長）は2010年（平成22年）11月10日までに本事件の上告審口頭弁論公判開廷期日を「2011年（平成23年）2月8日」に指定して関係者に通知した。
2011年2月8日に最高裁第三小法廷（岡部喜代子裁判長）で上告審口頭弁論公判が開かれ、弁護人は「計画的犯行ではなく死刑は重すぎて量刑不当である」と主張して死刑判決破棄を求めた一方、検察側は「金品を奪うために落ち度のない3人の命を奪った悪質な犯行である」として被告人・弁護人側の上告棄却を求めた。その後、2011年2月18日までに最高裁第三小法廷（岡部喜代子裁判長）は上告審判決公判開廷期日を「2011年3月8日」に指定して関係者に通知した
2011年3月8日に上告審判決公判が開かれ、最高裁第三小法廷（岡部喜代子裁判長）は一・二審の死刑判決を支持して被告人Sの上告を棄却する判決を言い渡したため、被告人Sの死刑判決が確定することとなった。
被告人Sは最高裁第三小法廷（岡部喜代子裁判長）へ判決訂正申し立てを行ったが、2011年3月25日付で同小法廷から申し立てを棄却する決定が出されたため、2011年3月27日付で被告人Sの死刑判決が確定した。

## 死刑執行
法務大臣・山下貴司は2019年（令和元年）7月31日に死刑囚S（収監先：福岡拘置所）の死刑執行命令書へ署名し、それを受けて同年8月2日に福岡拘置所で死刑囚Sの死刑が執行された（50歳没）。大和連続主婦強盗殺人事件の死刑囚（同日に東京拘置所で死刑執行）とともに令和改元後では初の死刑執行となった。

## 事件後
C事件の現場となった「大井北公園」には事件後の2005年秋、Cの両親が「Cがさみしい思いをしないように」と公園を管理する福岡市の許可を得て、自分たち3人家族になぞらえた3本の桜の木を植樹した。また事件から18年となった2023年（令和5年）1月、Cの父親からの「人との出会いを大切にした娘の足跡を残し、夢を語り合う場にしたい」という要望を受け、福岡市が「夢を語る公園」という愛称をつけ、先述した桜の木の隣には桜御影石製（幅150 cm×奥行き45 cm×高さ40 cm）のベンチが設置された。このベンチはCの両親が寄贈したもので、同公園には2022年（令和4年）5月時点でもたびたび手を合わせ続けている空港関係者がおり、その人物の話をCの両親が聞いたことがベンチの寄贈を思い立ったきっかけだという。

### 刑事裁判の判決文
- 福岡地方裁判所刑事第1部判決 2006年（平成18年）11月13日 裁判所ウェブサイト掲載判例、平成17年(わ)第468号、平成17年(わ)第577号、平成17年(わ)第675号、『強盗強姦未遂、強盗殺人、銃砲刀剣類所持等取締法違反、強盗強姦被告事件』。

『TKCローライブラリー』（LEX／DBインターネット） 文献番号：28135107
被告人に対する強盗強姦未遂、強盗殺人、強盗強姦、銃砲刀剣類所持等取締法違反事件において、本件各犯行の動機、犯行後の情状、殺害された被害者の数、遺族の処罰感情、被告人の反省状況等に照らすと、被告人の刑事責任が極めて重大であることは明白であり、被告人に対してはその生命をもって償わせるのが相当であるとして、被告人を死刑に処した事例。
- 判決内容：死刑・刺身包丁1丁の没収判決（求刑同、被告人・弁護人側控訴）
- 裁判官：鈴木浩美（裁判長）・小松本卓・井草健太
- 検察官・弁護人
  - 福岡地方検察庁検察官：今村智仁
  - 私選弁護人：吉村拓

- 福岡高等裁判所第3刑事部判決 2008年（平成20年）2月7日 裁判所ウェブサイト掲載判例、平成18年(う)第788号、『強盗強姦未遂、強盗殺人、銃砲刀剣類所持等取締法違反、強盗強姦被告事件』。

『TKCローライブラリー』（LEX／DBインターネット） 文献番号：28145253
被告人が、1か月あまりの間に、（1）強盗強姦・強盗殺人（2）強盗殺人（3）強盗強姦未遂・強盗殺人を次々と実行し、犯行に際し凶器の刺身包丁を不法に携帯したという事案で、被告人に対し死刑を宣告した原判決はやむを得ないというほかなく、これが重過ぎて不当であるとは言えないとして、本件控訴を棄却した事例。
裁判所ウェブサイト掲載判例
1. 本件は、被告人が、(1)公園前の歩道を通行中のＡ（当時１８歳）を公園内で強姦し、さらに自己の犯行であることが発覚しないように同人を絞殺したが、金品強取の目的を遂げなかった強盗強姦、強盗殺人（甲事件）、(2)公園付近路上を通行中のＢ（当時６２歳）を刺身包丁で突き刺して殺害し、同女所有又は管理の現金約６０００円等在中の手提げバッグ１個を強取した強盗殺人（乙事件）、(3)公園前の歩道を通行中のＣ（当時２３歳）を同公園内で強姦しようとしたが、姦淫の目的を遂げず、引き続き、殺意をもって、刺身包丁で突き刺し、同人所有又は管理の現金約１０００円等在中の手提げバッグ１個を強取し、同人を殺害した強盗強姦未遂、強盗殺人（丙事件）、(4)前記(2)及び(3)の犯行の際に、いずれも正当な理由による場合でないのに、前記刺身包丁を携帯した銃砲刀剣類所持等取締法違反２件の事案である。死刑に処した原判決に対して、弁護人が、任意性を欠く被告人の自白調書を事実認定の証拠とした法令違反、事実誤認及び量刑不当を主張したが、いずれも認めず、被告人の控訴を棄却した。

- 判決内容：被告人・弁護人側控訴棄却（死刑判決支持、被告人側上告）
- 裁判官：正木勝彦（裁判長）・松下潔・平島正道
- 検察官・弁護人
  - 福岡高等検察庁検察官：大久保信英
  - 弁護人：三浦邦俊

- 最高裁判所第三小法廷判決 2011年（平成23年）3月8日 裁判所ウェブサイト掲載判例、平成20年(あ)第552号、『強盗強姦未遂、強盗殺人、銃砲刀剣類所持等取締法違反、強盗強姦被告事件』。

『TKCローライブラリー』（LEX／DBインターネット） 文献番号：25471389
被告人に対する強盗強姦未遂、強盗殺人、銃砲刀剣類所持等取締法違反、強盗強姦被告事件の上告審において、弁護人の上告首位は、単なる法令違反、事実誤認、量刑不当の主張であって、刑事訴訟法第405条の上告理由に当たらず、また、刑事訴訟法第411条を適用すべきものとは認められないとした上で、被告人による各犯行は、いずれも強固な確定的殺意に基づく、極めて非常かつ残忍なものであり、被害者3名はいずれも真面目に人生を生きてきたもので、何ら落ち度もないのに突然その尊い生命が奪われたのであって、結果は誠に重大である等として、原判決が維持した第一審判決の死刑の科刑は、やむを得ないものとして是認せざるを得ないとして、本件上告を棄却した事例。
裁判所ウェブサイト掲載判例
死刑の量刑が維持された事例（福岡の3女性連続強盗殺人等事件）
『最高裁判所裁判集刑事』（集刑）第303号107頁
- 判決内容：被告人・弁護人側上告棄却（死刑判決確定）
- 最高裁判所裁判官：岡部喜代子（裁判長）・那須弘平・田原睦夫・大谷剛彦
- 検察官・弁護人
  - 最高検察庁検察官：土持敏裕
  - 弁護人：横山晃崇